# Pulp (banda)
Pulp é uma banda de rock inglesa formada em Sheffield em 1978. Em seu auge crítico e comercial, a banda era composta por Jarvis Cocker (vocal, guitarra, teclado), Russell Senior (guitarra, violino), Candida Doyle (teclado), Nick Banks (bateria, percussão), Steve Mackey (baixo) e Mark Webber (guitarra, teclados).
Ao longo da década de 1980, a banda lutou para encontrar o sucesso, mas ganhou destaque no Reino Unido em meados da década de 1990 com o lançamento dos álbuns His 'n' Hers em 1994 e particularmente Different Class em 1995, que alcançou o primeiro lugar no UK Albums Chart. O álbum gerou quatro singles no top ten, incluindo "Common People" e "Sorted for E's & Wizz", ambos alcançando o número dois no UK Singles Chart. O estilo musical do Pulp durante este período consistia em pop rock com influência disco, juntamente com referências à cultura britânica em suas letras na forma de um estilo de "drama de pia de cozinha". Cocker e a banda tornaram-se figuras relutantes do movimento Britpop, e foram indicados ao Mercury Music Prize em 1994 por His 'n' Hers; eles ganharam o prêmio em 1996 por Different Class e foram indicados novamente em 1998 por This Is Hardcore. Pulp foi a atração principal do Pyramid Stage do Festival de Glastonbury duas vezes e foi considerado um dos "quatro grandes" do Britpop, junto com Oasis, Blur e Suede.
A banda lançou We Love Life em 2001 e depois fez uma pausa de uma década, tendo vendido mais de 10 milhões de discos. Pulp se reuniu e tocou ao vivo novamente em 2011, com datas no Isle of Wight Festival, Festivais de Reading e Leeds, Pohoda, Sziget Festival, Primavera Sound, Exit Festival, e Wireless Festival. Posteriormente, várias datas de shows adicionais foram adicionadas à sua programação. Em janeiro de 2013, Pulp lançou "After You", uma música originalmente gravada para We Love Life, como um single para download digital. Foi o primeiro single da banda lançado desde "Bad Cover Version" em 2002. Em 9 de março de 2014, Pulp e o cineasta Florian Habicht estrearam o documentário Pulp: A Film about Life, Death & Supermarkets no SXSW Music and Film Festival em Austin, Texas. O filme percorreu o circuito internacional de festivais de cinema e foi lançado nos cinemas pela Osciloscópio Laboratories nos EUA em novembro de 2014. É o primeiro filme sobre Pulp (e Sheffield) feito em colaboração com a banda. A banda mais uma vez entrou em hiato após isso, mas em 2022, Cocker anunciou que a banda se reuniria pela segunda vez para fazer uma série de shows em 2023.

## História

### Primeiros anos: 1978-1983
O Pulp foi formado em 1978 na The City School em Sheffield por Jarvis Cocker, então com 15 anos, e Peter Dalton, então com 14. A preferência original de Cocker era nomear a banda com o nome do filme Pulp, estrelado por Michael Caine, embora tenha sido decidido que era muito curto. Em vez disso, os dois inspiraram-se num exemplar do Financial Times que listou o grão de café arabica no seu índice de mercadorias. Cocker e Dalton usaram isso, com uma ligeira mudança ortográfica, e a banda passou a ser "Arabicus". Os primeiros ensaios aconteceram na casa de Cocker e contaram com Cocker, Dalton e o irmão mais novo de Dalton, Ian. Depois de finalmente decidir por "Arabicus Pulp", uma formação fixa foi então estabelecida: Cocker, Dalton e dois amigos deles, David "Fungus" Lockwood e Mark Swift. A banda fez seu primeiro show público no Rotherham Arts Center em julho de 1980. Mais tarde naquele ano, Cocker conheceu o futuro membro Russell Senior, que reconheceu Cocker por suas técnicas de vendas carismáticas em seu trabalho de meio período no mercado de peixe local.
Seu estilo musical nessa época era variado, aproximadamente descrito como "um cruzamento entre ABBA e The Fall". Um fanzine local também notou esse ecletismo, descrevendo-os como "como se ouvissem o show de John Peel todas as noites em uma busca incessante por influências". Com efeito, em Outubro de 1981, deram uma fita demo a Peel, que lhes concedeu uma Peel Session. A sessão foi um grande salto para a jovem banda, que com isso se tornou conhecida no cenário musical local. As faixas gravadas foram no som típico de Sheffield da época (cf. The Human League e Comsat Angels): new wave eletrônico e pós-punk. Essas faixas foram lançadas em 2006 na compilação The Peel Sessions.
Apesar da exposição na rádio nacional, o sucesso não veio e, com exceção de Cocker, a maior parte da formação principal partiu para a universidade. Logo, um novo conjunto de músicos foi reunido: Simon Hinkler (que mais tarde se juntou ao The Mission), David Hinkler, Wayne Furniss, Peter Boam, Gary Wilson e a irmã de Cocker, Saskia. Eles conseguiram apoio local suficiente para gravar um mini-álbum no final de 1982, intitulado It (o título era um trocadilho com pulp-it (púlpito), como se a banda estivesse pregando para o público), que foi lançado em abril de 1983. pela Red Rhino Records. Consistia em grande parte em canções pop folk e românticas influenciadas por Leonard Cohen e foi uma mudança de direção em relação às Peel Sessions dois anos antes. O álbum foi lançado posteriormente pela Cherry Red Records.
Embora It fracassado comercialmente e a fama ainda fosse ilusória, a banda continuou em busca do sucesso comercial até o ponto de gravar um single, "Everybody's Problem"/"There Was". O single demonstrou uma mudança de estilo aconselhada por Tony Perrin do Red Rhino, que convenceu Cocker de que ele "poderia escrever canções comerciais como Wham!". Essa abordagem também falhou e Cocker estava ficando insatisfeito com a direção musical escolhida. Ele estava pronto para separar a banda e ir para a universidade antes de um ensaio com Russell Senior (violino, guitarra, voz) e Magnus Doyle (bateria) levar ao estabelecimento de uma direção nova, mais experimental, mais artística e mais barulhenta para o Pulp. Eles foram posteriormente aumentados por Peter Mansell (baixo) e Tim Allcard (teclados, saxofone, poesia).

### Anos independentes: 1984-1991
A nova encarnação do Pulp sobreviveu a uma série de shows malfadados (incluindo um em um clube de rugby na Universidade de Brunel que terminou em tumulto) antes de Allcard sair para ser substituído nos teclados pela irmã de Magnus Doyle, Candida. Após sua primeira apresentação com a banda, eles assinaram contrato com a Fire Records. Logo após assinar com a Fire, em novembro de 1985, Cocker caiu de uma janela ao tentar impressionar uma garota com uma impressão do Homem-Aranha e acabou no hospital, necessitando temporariamente do uso de uma cadeira de rodas na qual aparecia durante os shows. O relacionamento do Pulp com a Fire Records era tempestuoso e Cocker admitiu mais tarde que a banda só aceitou o acordo porque "era a única oferta na mesa". Nesse período foram lançados os singles "Little Girl" e "Dogs Are Everywhere".
O próximo grande lançamento do Pulp foi Freaks (1987), um álbum gravado em uma semana devido à pressão da gravadora. Cocker ficou irritado e comentou que "as músicas poderiam ter sido feitas muito melhor se tivéssemos um pouco mais de tempo...". O lançamento de Freaks acabou atrasado por um ano, e o disco não foi bem recebido. O estilo mais sombrio do álbum pode ser considerado a antítese do alegre e otimista It . Quando Freaks não conseguiu fazer sucesso, Pulp gravou faixas com o selo de Chakk, FON, em Sheffield. Um single chamado "Death Comes To Town" deveria ser lançado pela FON no início de 1988, mas esse relacionamento se desintegrou e o lançamento foi cancelado. Foi nessa época que Cocker estava fazendo um curso básico de meio período na Sheffield Polytechnic. Isso o levou a partir para Londres para estudar cinema na Central Saint Martins College of Art and Design, efetivamente encerrando a banda.
Steve Mackey, frequentador assíduo dos shows em Sheffield e Londres, também estava estudando em Londres e foi convidado a se juntar à banda como baixista. A formação agora consistia em Cocker, Mackey, Senior, Candida Doyle, Nick Banks (bateria). Em meados de 1989, começaram a gravar outro álbum pela Fire, desta vez com orçamento maior e produção de Alan Smyth, chamado Separations. Esta foi uma progressão do estilo de Freaks, com baladas no estilo Leonard Cohen no lado um e uma lista de faixas com infusão de acid house no lado dois. Os estilos díspares podem ser atribuídos aos gostos diferentes e mutáveis de Cocker e Mackey; Mackey apresentou Cocker à house music, o que os levou a ir às raves, enquanto Cocker apresentou Mackey a "Scott Walker e Serge Gainsbourg". Assim como Freaks, o lançamento de Separations foi adiado, diminuindo até certo ponto o impacto potencial. Nesse ínterim, porém, em 1991, um single de 12 polegadas, "My Legendary Girlfriend", tornou-se o single da semana do periódico musical NME. Stuart Maconie descreveu-o em sua crítica como "um fermento pulsante de soul de boate e ópera adolescente" Além disso, "Countdown" começou a ser mencionado na grande imprensa, anunciando um ponto de viragem na busca do Pulp pela fama.

### Sucesso comercial: 1992–1996
O repertório do Pulp estava crescendo rapidamente. Faixas como "Babies", "Space" e "She's a Lady" foram tocadas ao vivo durante todo o ano de 1991 e em outubro daquele ano eles fizeram seu primeiro show no exterior, um show organizado pela revista francesa Les Inrockuptibles. No entanto, a banda ainda estava frustrada porque Separations ainda não tinha sido lançado e então Pulp deixou o Fire e assinou com o selo Gift Records da Warp Records em 1992. Impulsionado por uma mudança na corrente musical, em junho de 1992, Pulp lançou "OU" pela Gift, enquanto Fire finalmente lançou Separations no mesmo mês. Melody Maker fez de "OU" o single da semana ao lado de "The Drowners" do Suede, uma nova banda proeminente. Pulp então assinou com a Island Records, que lançou em conjunto (com Gift) os singles "Babies" e "Razzmatazz" para aumentar o sucesso nas paradas. Em seguida vieram os singles "Lipgloss" e seu primeiro hit top 40 no UK Singles Chart, "Do You Remember the First Time?", que foram lançados como lançamentos completos da Island. Esses singles foram seguidos pelo álbum produzido por Ed Buller, His 'n' Hers (1994), que alcançou o nono lugar na UK Albums Chart e foi indicado ao Mercury Music Prize.
Este aumento repentino na popularidade foi ajudado pelo enorme interesse da mídia no Britpop ao lado de bandas como Suede, Oasis e Blur, com Pulp apoiando este último em uma turnê de 1994 pelos Estados Unidos. 1995 viu o auge da fama do Pulp, com o lançamento de seu segundo single no UK Singles Chart, "Common People", em maio de 1995 e sua apresentação em junho no Festival de Glastonbury (substituindo The Stone Roses em último minuto). Um single duplo A-side, "Sorted for E's & Wizz/Mis-Shapes", precederia o lançamento de seu próximo álbum, Different Class (1995). Após o lançamento de "Sorted for E's and Wizz", o Daily Mirror publicou uma matéria de primeira página intitulada "BAN THIS SICK STUNT" ao lado de uma matéria de Kate Thornton que dizia que a música era "pró-drogas" e pedia que o single lançado deveria ser banido. O single tinha uma incrustação que mostrava como esconder anfetaminas em um "embrulho DIY". Cocker divulgou um comunicado dois dias depois dizendo: "...'Sorted' não é uma música pró-drogas. Em nenhum lugar da capa diz que você deve colocar drogas aqui, mas eu entendo a confusão. Eu não acho qualquer um que ouça 'Sorted' pensaria que tinha uma mensagem pró-drogas." O single alcançou o número dois nas paradas de singles do Reino Unido.
Lançado em outubro de 1995, Different Class recebeu elogios significativos da crítica e estreou no topo da parada de álbuns do Reino Unido. Este foi o primeiro álbum com a participação do presidente do fã-clube do Pulp, Mark Webber, que se tornou membro permanente da banda na guitarra e teclado. O álbum seguiu temas semelhantes aos de seus trabalhos anteriores, com observações da vida expressas através das letras sexualizadas, às vezes sombrias e espirituosas de Cocker. Outros singles lançados pela Different Class foram "Disco 2000" e "Something Changed", que alcançaram os números sete e dez, respectivamente, no Reino Unido. Em setembro de 1996, Different Class ganhou o Mercury Music Prize.
Foi nessa época que Cocker ganhou exposição significativa na mídia devido a uma notória pegadinha no BRIT Awards de 1996, onde invadiu o palco em protesto durante a apresentação de "Earth Song" do cantor pop Michael Jackson e "mexeu o traseiro" no público. Após reclamações de Jackson e sua comitiva, Cocker passou a noite na Delegacia de Polícia de Kensington acusado de lesões corporais reais e de agressão às crianças artistas. No entanto, com o comediante e ex-advogado britânico Bob Mortimer atuando como representante legal, ele foi libertado sem acusação. Este incidente gerou grande controvérsia em Cocker no Reino Unido e em outros lugares, e como resultado as vendas de discos do Pulp dispararam. O evento também coincidiu com o início de sua primeira turnê em arena e o Daily Mirror, que havia atacado a banda meses antes, montou uma campanha "Justiça para Jarvis" apoiando suas ações e realizou uma manobra no show do Pulp na Sheffield Arena em 29 de fevereiro., distribuindo camisetas grátis. A NME descreveu as ações de Cocker como um "grande golpe publicitário" que foi "criativo, subversivo e muito, muito engraçado", enquanto Melody Maker descreveu Cocker como "indiscutivelmente o quinto homem mais famoso da Grã-Bretanha" e sugeriu ele deveria ser nomeado cavaleiro.
Em março de 1996, uma compilação das primeiras gravações do Pulp pela Fire Records, intitulada Countdown 1992–1983, foi lançada pelo selo Nectar Masters. Recebeu críticas em grande parte negativas, mas devido à popularidade da banda na época, alcançou o top 10 das paradas do Reino Unido. Cocker, cuja permissão não foi solicitada antes do lançamento, pediu aos fãs que não comprassem o álbum, comparando-o a "um antigo álbum de fotografias de família berrante". Mais tarde, em 1996, Pulp ganhou um pequeno reconhecimento internacional com a inclusão da faixa "Mile End" na trilha sonora de Trainspotting. Em agosto, a banda fez sua última apresentação pública em quase dois anos como atração principal do V Festival de 1996.

### Até a separação: 1997–2002
Foi durante esse período de intensa fama e escrutínio dos tablóides que o membro de longa data e grande inovador no som da banda, Russell Senior, decidiu deixar a banda, dizendo: "não era mais criativamente gratificante estar no Pulp". A banda deveria começar a trabalhar em um novo álbum no final de 1996. No entanto, Cocker estava tendo dificuldades com o estilo de vida das celebridades, lutando contra o vício em cocaína e o rompimento de um relacionamento de longo prazo. Quando a banda começou a trabalhar no próximo álbum, eles tinham apenas uma música - "Help the Aged". Essa inércia criativa fez com que a banda demorasse mais de um ano para terminar o próximo disco. Na verdade, foi a desilusão de Cocker com seu tão desejado desejo de fama que constituiu grande parte do tema de This Is Hardcore, lançado em março de 1998. O álbum assumiu um tom mais sombrio e desafiador do que o de Different Class e os tópicos das letras - pornografia (a faixa-título), fama ("Glory Days") e os efeitos colaterais das drogas ("The Fear") - foram tratados com mais seriedade. do que nos registros anteriores. Também em 1998, Pulp colaborou com Patrick Doyle na música "Like A Friend" para a trilha sonora do filme Great Expectations. A música também foi usada no desenho animado Adult Swim The Venture Bros. final da 4ª temporada "Operation: PROM"
Pulp então passou alguns anos "no deserto" antes de reaparecer em 2001 com um novo álbum, We Love Life. O longo período entre o lançamento de This is Hardcore e We Love Life é parcialmente atribuído ao fato de ter gravado inicialmente as músicas que compõem o álbum e estar insatisfeito com os resultados. Entrevistas subsequentes também sugeriram diferenças interpessoais e artísticas, incluindo o gerenciamento das consequências da era Britpop/ Different Class. O cantor/compositor Scott Walker concordou em produzir o disco e isso simbolizou uma nova fase no desenvolvimento do Pulp. Este novo esforço ficou aquém das expectativas e seria o último do Pulp.
Pulp posteriormente empreendeu uma turnê pelos Parques Nacionais no Reino Unido, até mesmo fazendo um show no extremo norte, como Elgin, na Escócia. Richard Hawley, o cantor/compositor radicado em Sheffield, também esteve presente em várias datas desta turnê. Mais tarde, ele descreveu como "boás de penas rosa e glamour que eram ótimos e brilhantes. Tratava-se de tentar encontrar glamour entre toda essa merda e eu adorei tudo isso". Em 2002 a banda anunciou que estava deixando sua gravadora, Island. Foi lançado um pacote de grandes sucessos: Hits, com uma faixa inédita. Não está claro se esta foi uma decisão da banda ou liberada para cumprir acordos contratuais. Um festival de música, Auto, foi organizado (realizado no centro Magna de Rotherham), onde eles fizeram seu último show antes de embarcar em um hiato de 9 anos.

### Após a separação: 2003–2010
Cocker esteve envolvido em uma série de projetos únicos e paralelos, incluindo o grupo Relaxed Muscle com Jason Buckle e o filme Harry Potter and the Goblet of Fire, onde liderou um grupo que incluía Steve Mackey e membros do Radiohead. Em 2006 ele colaborou com Air, Neil Hannon e Charlotte Gainsbourg em seu álbum intitulado 5:55 . Em 2007 ele apareceu no álbum Pocket Symphony do Air, co-escrevendo e dando voz às faixas "One Hell of a Party" e "The Duelist". Seu primeiro álbum solo, Jarvis, com a participação de Mackey, foi lançado com aclamação da crítica em novembro de 2006. Candida Doyle se apresentou ao vivo com Cocker em suas turnês solo. Mackey produziu faixas do álbum de estreia de M.I.A., Arular, e de Someone to Drive You Home dos Long Blondes, ambos bem recebidos pela crítica. Ele também produziu faixas para Bromheads Jacket e Florence + The Machine.
Em 11 de setembro de 2006, a banda relançou três de seus álbuns (His 'n' Hers, Different Class e This Is Hardcore), cada um com um disco bônus de lados B, demos e raridades. Em 23 de outubro de 2006, um conjunto de 2 CDs compilando todas as John Peel Sessions do Pulp de 1982 a 2001 foi lançado.

### Primeira reunião: 2011–2013
Em novembro de 2010, foi anunciado que a formação Different Class (Cocker, Banks, Doyle, Mackey, Senior e Webber) tocaria no festival Wireless no Hyde Park de Londres e em um sábado no Festival da Ilha de Wight em 2011. Em mensagem enviada ao mailing oficial da banda em 1º de janeiro de 2011, Cocker disse que o grande interesse na reunião da banda foi "uma inspiração" e que ele estava satisfeito com o andamento dos ensaios.

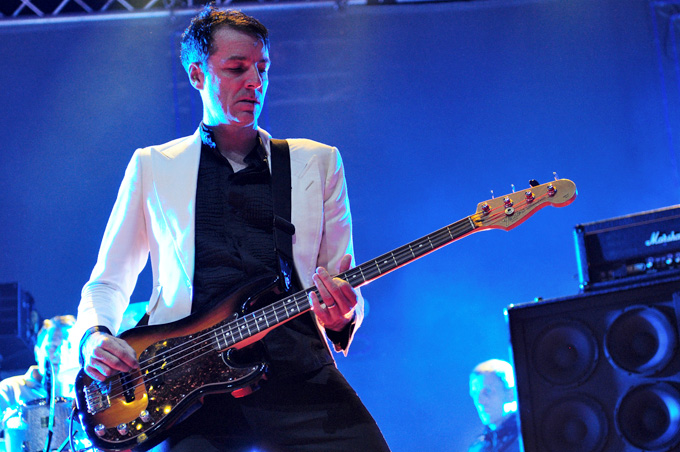
O baixista Steve Mackey se apresentando com o Pulp no On the Bright Side em Perth em 2011.

A banda anunciou 22 shows entre maio e setembro de 2011, na Europa e na Austrália. Pulp foi um dos convidados especiais surpresa do Festival de Glastonbury de 2011 em junho, onde tocou no palco The Park na noite de sábado. Eles se apresentaram no Sziget Festival na Hungria em 10 de agosto, no Way Out West Festival na Suécia em 13 de agosto, e tocaram como co-headliners do The Strokes no Reading Festival e no Leeds Festival durante o último fim de semana de agosto de 2011. Eles foram a atração principal do Electric Picnic no dia 4 de setembro, seu último festival do ano. Em 9 de janeiro de 2012, a programação do festival Coachella foi lançada, com Pulp listado como parte da programação. Outras datas foram anunciadas, incluindo as Américas do Norte e do Sul e um concerto no Royal Albert Hall em apoio ao Teenage Cancer Trust. Senior não participou dos shows de 2012.

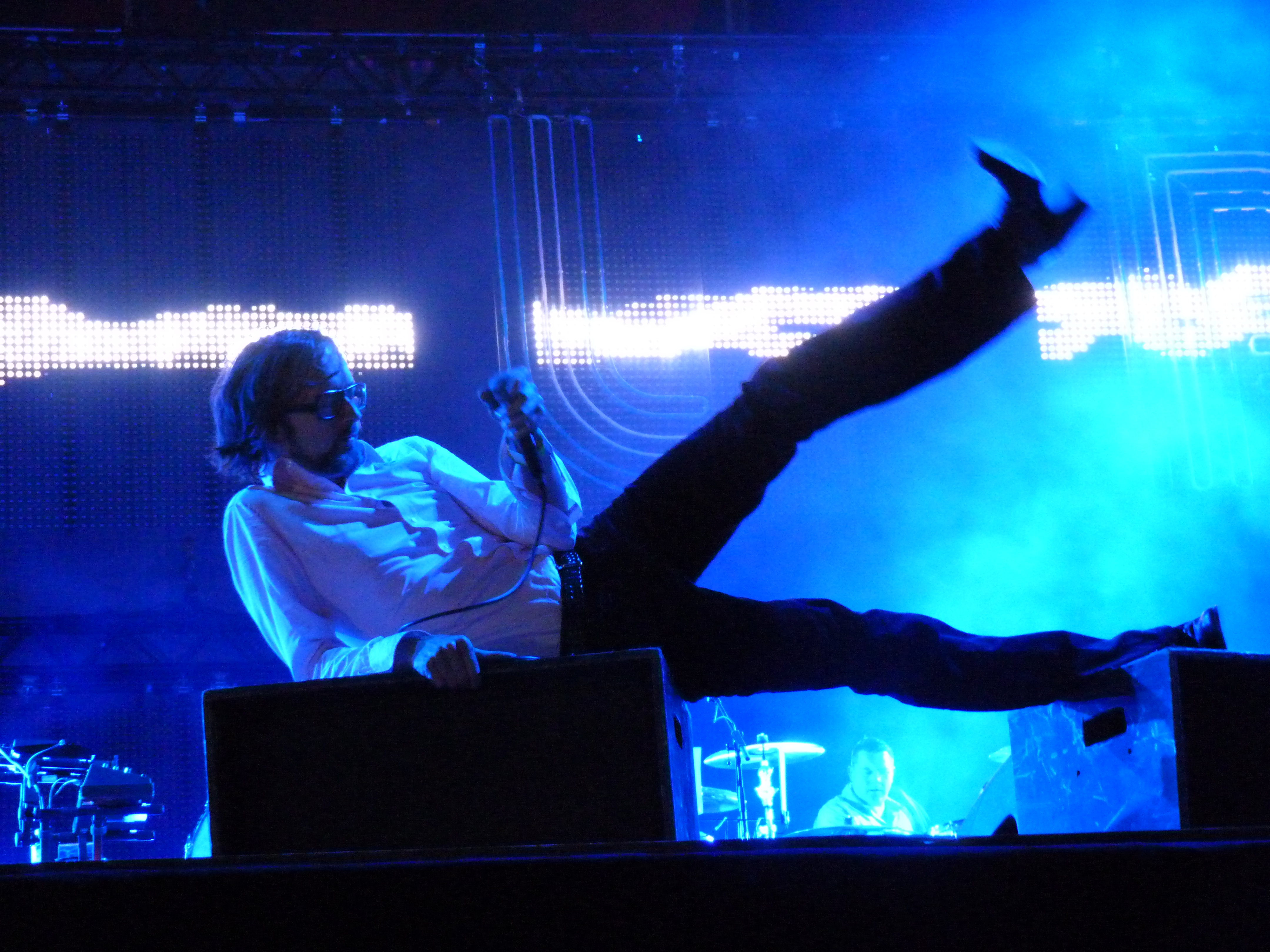
Jarvis Cocker no Festival Sziget em Budapeste com Pulp em 2011

Em fevereiro de 2012, It, Freaks e Separations (os álbuns lançados pela Fire Records ) foram relançados. Essas edições vieram com faixas bônus, incluindo "Death Goes to the Disco", "Dogs Are Everywhere" e "Sink or Swim".
Cocker disse à revista ShortList em abril de 2012 que estava trabalhando em ideias para novas músicas do Pulp, mas em novembro ele disse a Q que a banda não tinha planos de lançar novo material e estaria "navegando rumo ao pôr do sol" no final do ano, sinalizando um possível fim do reencontro.
A banda fez um show único em sua cidade natal, Sheffield, em dezembro daquele ano, na Motorpoint Arena com capacidade para 13,500 pessoas e disponibilizou uma faixa inédita, "After You", para download para quem assistiu ao show. Posteriormente, foi lançado ao público em geral em janeiro de 2013 por meio de download digital. A música anteriormente existia apenas em forma de demo. Sua última apresentação foi para promover a música no The Jonathan Ross Show em 9 de fevereiro de 2013. A versão remixada de "After You" de Soulwax mais tarde passou a ser usada no videogame Grand Theft Auto V de 2013 como faixa na estação de rádio do jogo, Soulwax FM.

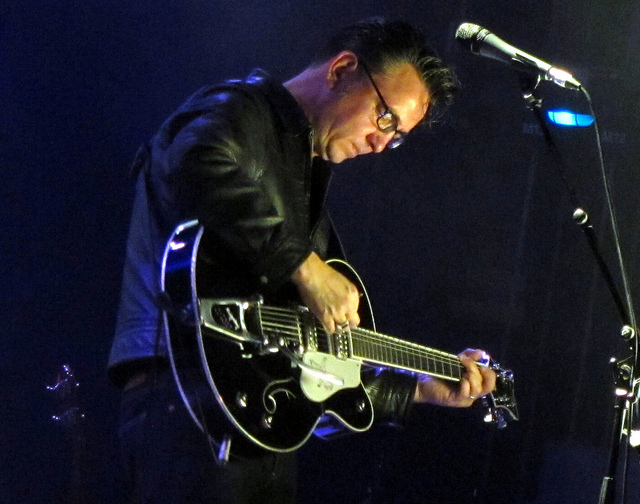
O guitarrista em turnê Richard Hawley em 2013

Em maio de 2015, uma placa de herança musical foi inaugurada no local do primeiro show da banda, The Leadmill, Sheffield. Os membros da banda Jarvis Cocker, Nick Banks, Steve Mackey, Candida Doyle e Mark Webber estiveram presentes na cerimônia.

### Segunda reunião: 2023
Em julho de 2022, após especulações de uma postagem enigmática no Instagram, Cocker anunciou que a banda se reuniria para uma série de shows em 2023. Nick Banks também twittou confirmando o anúncio dizendo: "Ei pessoal, sem surpresa, tudo ficou um pouco maluco aqui. Os detalhes do show serão revelados como e quando. Fiquem calmos, abracem seus discos #pulp e sonhem em enlouquecer em 2023."
A reunião foi oficialmente confirmada em 28 de outubro de 2022, com datas anunciadas em Finsbury Park, TRNSMT, Latitude Festival, bem como dois shows de boas-vindas na Sheffield Arena. Steve Mackey anunciou em seu Instagram que não participaria da turnê, mas afirmou; “Desejo a Candy, Nick, Mark e Jarvis o melhor nas próximas apresentações no Reino Unido e também um enorme agradecimento à incrível base de fãs do Pulp, muitos dos quais me enviaram lindas mensagens hoje”. Em 2 de março de 2023, a banda anunciou que Mackey havia morrido aos 56 anos
Para a turnê de reunião de 2023, a banda foi acompanhada por Andrew McKinney no baixo, Emma Smith na guitarra e violino e Adam Betts nos teclados, guitarra e percussão. A turnê também contou com uma seção de cordas de dez peças chamada Elysian Collective. Durante esta turnê eles também estrearam duas novas músicas "Hymn of the North" e "Background Noise". Atualmente não se sabe se eles estão gravando um novo álbum.

## Membros

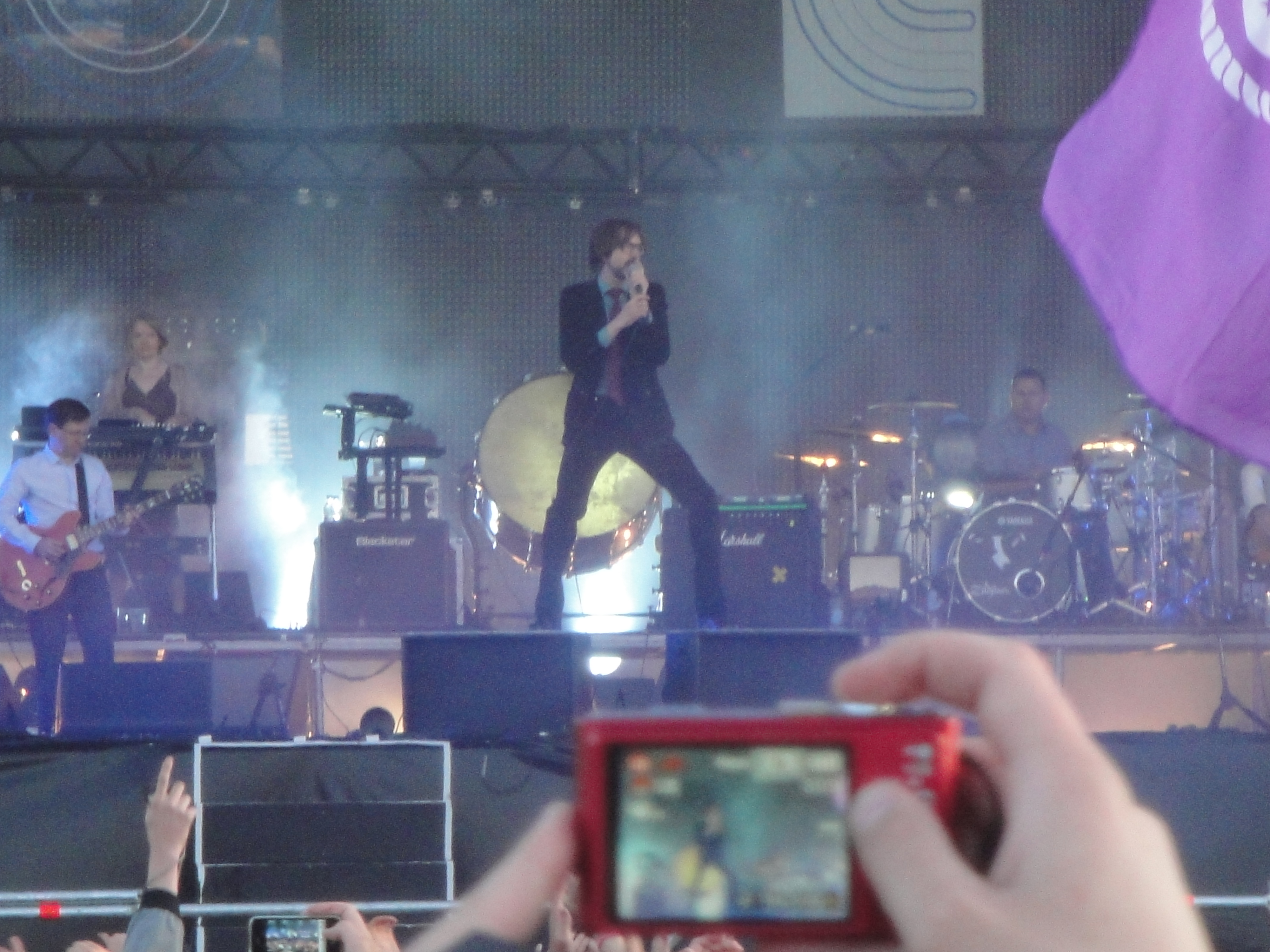
Pulp se apresentando em 2011. (Da esquerda para a direita) guitarrista Mark Webber, tecladista Candida Doyle, cantor Jarvis Cocker e baterista Nick Banks.

| Membros atuais - Jarvis Cocker – vocais principais, guitarra, teclados (1978–2002, 2011–2013, 2022–presente) - Candida Doyle –teclados, órgão, backing vocals (1984–1986, 1987–2002, 2011–2013, 2022–presente) - Nick Banks – bateria, percussão (1986–2002, 2011–2013, 2022–presente) - Mark Webber – guitarra, teclados (1995–2002, 2011–2013, 2022–presente; músico de turnê 1994–1995) Músicos de turnê atuais - Andrew McKinney – baixo (2023–presente) - Emma Smith – violino, guitarra(2023–presente) - Adam Betts – percussão, guitarra, teclados (2023–presente) Ex-músicos de turnê - Saskia Cocker – backing vocals (1982–1983, 2012) - Jill Taylor – backing vocals (1982–1983, 2012) - Garry Wilson – bateira (1982–1983) - Richard Hawley – guitarra (1998–2002, 2011–2012; convidado em 2023) - Leo Abrahams – guitarra (2011–2013) - Jean Cook – violino (2012) |  | Ex-membros - Steve Mackey – baixo (1988–2002, 2011–2013, morto em 2023) - Russell Senior – guitarra, violino, voz (1983–1997, 2011) - Peter Dalton – guitarra, teclados, vocais (1978–1982) - Ian Dalton – percussão (1978–1979) - David "Fungus" Lockwood – baixo (1979) - Mark Swift – bateria, percussão (1979–1980) - Philip Thompson – baixo (1979–1980) - Jimmy Sellars – bateria (1980–1981) - Jamie Pinchbeck – baixo (1980–1982) - Wayne Furniss – bateria, guitarra, baixo (1981–1982) - David Hinkler – teclados, órgão, trombone, guitarra (1982–1983) - Simon Hinkler – baixo, guitarra, teclados, piano (1982–1983) - Peter Boam – baixo, guitarra, bateria, teclados (1982–1983, died 2006) - Magnus Doyle – bateria, teclados (1983–1986) - Peter Mansell – baixo (1983–1986) - Tim Allcard – teclados, saxofone, poesia, bateria (1983–1984) - Michael Paramore – bateria, percussão (1983) - Steven Havenhand – baixo (1986–1988) - Captain Sleep – teclados (1986–1987) - Antony Genn – baixo (1988) |

## Discografia
- It (1983)
- Freaks (1987)
- Separations (1992)
- His 'n' Hers (1994)
- Different Class (1995)
- This Is Hardcore (1998)
- We Love Life (2001)

## Prêmios e indicações
| Premiação                     | Ano  | Categoria                                | Nomeação                                  | Resultado | Ref.   |
| ----------------------------- | ---- | ---------------------------------------- | ----------------------------------------- | --------- | ------ |
| Brit Awards                   | 1996 | Grupo Britânico                          | Eles mesmos                               | Indicado  | [ 67 ] |
| Brit Awards                   | 1996 | Álbum Britânico do Ano                   | Different Class                           | Indicado  | [ 67 ] |
| Brit Awards                   | 1996 | Single Britânico do Ano                  | "Common People"                           | Indicado  | [ 67 ] |
| Brit Awards                   | 1996 | Vídeo Britânico do Ano                   | "Common People"                           | Indicado  | [ 67 ] |
| D&AD Awards                   | 1996 | Pop Promo Videos: Direção                | "Disco 2000"                              | Venceu    | [ 68 ] |
| Ivor Novello Awards           | 1996 | Melhor Canção Musicalmente e Liricamente | "Common People"                           | Venceu    | [ 69 ] |
| Ivor Novello Awards           | 1999 | Melhor Canção Musicalmente e Liricamente | "A Little Soul"                           | Indicado  | [ 70 ] |
| Ivor Novello Awards           | 2017 | Excelente Catálogo de músicas            | Eles mesmos                               | Venceu    | [ 71 ] |
| MTV Europe Music Awards       | 1996 | Melhor Canção                            | "Disco 2000"                              | Indicado  | [ 72 ] |
| MTV Europe Music Awards       | 1996 | Melhor Grupo                             | Eles mesmos                               | Indicado  | [ 72 ] |
| MTV Europe Music Awards       | 1996 | Melhor Artista Revelação                 | Eles mesmos                               | Indicado  | [ 72 ] |
| MVPA Awards                   | 1998 | Melhor Vídeo Internacional               | "Help the Aged"                           | Venceu    | [ 73 ] |
| Mercury Prize                 | 1994 | Álbum do Ano                             | His 'n' Hers                              | Indicado  | [ 74 ] |
| Mercury Prize                 | 1996 | Álbum do Ano                             | Different Class                           | Venceu    | [ 74 ] |
| Mercury Prize                 | 1998 | Álbum do Ano                             | This Is Hardcore                          | Indicado  | [ 74 ] |
| NME Awards                    | 1996 | Melhor Banda                             | Eles mesmos                               | Indicado  | [ 75 ] |
| NME Awards                    | 1996 | Melhor Performance Ao Vivo               | Eles mesmos                               | Venceu    | [ 75 ] |
| NME Awards                    | 1996 | Melhor Vídeo                             | "Common People"                           | Venceu    | [ 75 ] |
| NME Awards                    | 1996 | Melhor Single                            | "Common People"                           | Indicado  | [ 75 ] |
| NME Awards                    | 1996 | Melhor Single                            | "Sorted for E's & Wizz"                   | Indicado  | [ 75 ] |
| NME Awards                    | 1996 | Melhor Álbum                             | Different Class                           | Indicado  | [ 75 ] |
| NME Awards                    | 1997 | Melhor Banda                             | Eles mesmos                               | Indicado  | [ 75 ] |
| NME Awards                    | 1999 | Melhor Banda                             | Eles mesmos                               | Indicado  | [ 76 ] |
| NME Awards                    | 1999 | Melhor Álbum                             | This Is Hardcore                          | Indicado  | [ 76 ] |
| NME Awards                    | 1999 | Melhor Single                            | "This is Hardcore"                        | Indicado  | [ 76 ] |
| NME Awards                    | 2012 | Contribuição Notável Para a Música       | Eles mesmos                               | Venceu    | [ 77 ] |
| NME Awards                    | 2012 | Melhor Banda Ao Vivo                     | Eles mesmos                               | Indicado  | [ 78 ] |
| NME Awards                    | 2012 | Melhor Momento Musical do Ano            | Eles mesmos                               | Indicado  | [ 78 ] |
| NME Awards                    | 2015 | Melhor Filme Musical                     | A Film About Life, Death And Supermarkets | Venceu    | [ 79 ] |
| Q Awards                      | 1996 | Melhor Performance ao Vivo               | Eles mesmos                               | Venceu    | [ 80 ] |
| Q Awards                      | 1998 | Melhor Performance ao Vivo               | Eles mesmos                               | Indicado  | [ 80 ] |
| Q Awards                      | 1998 | Melhor Álbum                             | This Is Hardcore                          | Indicado  | [ 80 ] |
| Q Awards                      | 2012 | Prêmio Inspiração                        | Eles mesmos                               | Venceu    | [ 81 ] |
| Smash Hits Poll Winners Party | 1996 | Melhor Banda Indie                       | Eles mesmos                               | Indicado  | [ 82 ] |